# Chantemerle-lès-Grignan
 Chantemerle-lès-Grignan  là một xã thuộc tỉnh Drôme trong vùng Auvergne-Rhône-Alpes đông nam nước Pháp. Xã Chantemerle-lès-Grignan nằm ở khu vực có độ cao từ 99-351 mét trên mực nước biển.